# ناثانيل برايت إيمرسون
ناثانيل برايت إيمرسون (بالإنجليزية: Nathaniel Bright Emerson)‏ هو طبيب أمريكي، ولد في 1 يوليو 1839 في Waialua, Hawaii ‏ في الولايات المتحدة، وتوفي في 16 يوليو 1915 في المحيط الهادئ.